# Grand Prix automobile de Modène 1936
Le Grand Prix automobile de Modène 1936 est un Grand Prix qui s'est tenu sur le circuit de Modène le 21 septembre 1936.

## Grille de départ
| 1re ligne | Pos. 3               |                   | Pos. 2               |                   | Pos. 1              |
|           | Tadini Alfa Romeo    |                   | Biondetti Alfa Romeo |                   | Nuvolari Alfa Romeo |
| 2e ligne  |                      | Pos. 5            |                      | Pos. 4            |                     |
|           |                      | Severi Alfa Romeo |                      | Farina Alfa Romeo |                     |
| 3e ligne  | Pos. 8               |                   | Pos. 7               |                   | Pos. 6              |
|           | Pintacuda Alfa Romeo |                   | Battaglia Alfa Romeo |                   | Ghersi Maserati     |
| 4e ligne  |                      | Pos. 10           |                      | Pos. 9            |                     |
|           |                      | Dusio Maserati    |                      | Barbieri Maserati |                     |
| 5e ligne  |                      |                   |                      |                   | Pos. 11             |
|           |                      |                   |                      |                   | De Rham Alfa Romeo  |

## Classement de la course
| Pos. | no | Pilote                          | Écurie             | Châssis              | Tours | Temps/Abandon     | Grille |
| ---- | -- | ------------------------------- | ------------------ | -------------------- | ----- | ----------------- | ------ |
| 1    | 2  | Tazio Nuvolari                  | Scuderia Ferrari   | Alfa Romeo 12C-36    | 50    | 1 h 26 min 58 s 4 | 1      |
| 2    | 6  | Mario Tadini                    | Scuderia Ferrari   | Alfa Romeo 8C-35     | 50    | + 9 s 4           | 3      |
| 3    | 4  | Giuseppe Farina                 | Scuderia Ferrari   | Alfa Romeo 8C-35     | 49    | + 1 tour          | 4      |
| 4    | 8  | Francesco Severi                | Scuderia Ferrari   | Alfa Romeo 8C 2900 A | 47    | + 3 tours         | 5      |
| 5    | 16 | Ferdinando Barbieri             | Scuderia Maremanna | Maserati 6C-34       | 46    | + 4 tours         | 9      |
| 6    | 12 | Giovanni Battaglia              | Privé              | Alfa Romeo Tipo B    | 46    | + 4 tours         | 7      |
| 7    | 20 | Piero Dusio                     | Scuderia Torino    | Maserati 6C-34       | 46    | + 4 tours         | 10     |
| Abd. | 38 | Carlo Maria Pintacuda           | Scuderia Ferrari   | Alfa Romeo 8C 2900 A | 10    | Différentiel      | 8      |
| Abd. | 14 | Jacques de Rham Luigi Villoresi | Scuderia Maremanna | Alfa Romeo 8C-35     | 6     | Mécanique         | 11     |
| Abd. | 22 | Pietro Ghersi                   | Scuderia Torino    | Maserati 6C-34       | 6     |                   | 6      |
| Abd. | 18 | Clemente Biondetti              | Scuderia Maremmana | Alfa Romeo Tipo B    | 1     |                   | 2      |
| Np.  |    | Eugenio Siena                   | Scuderia Torino    | Maserati 6C-34       |       | Non partant       |        |

- Légende: Abd.=Abandon - Np.=Non partant.

## Pole position et record du tour
- Pole position :  Tazio Nuvolari (Alfa Romeo).
- Meilleur tour en course :  Tazio Nuvolari (Alfa Romeo) en 1 min 41 s 6.